# Great American Scream Machine (Six Flags Great Adventure)
Ne doit pas être confondu avec The Great American Scream Machine (Six Flags Over Georgia).
Great American Scream Machine est un ancien parcours de montagnes russes assises en métal du parc Six Flags Great Adventure, situé à Jackson dans le New Jersey, aux États-Unis, en fonction de 1989 à 2010.

## Statistiques
- Éléments : 3 loopings verticaux, block brake (freins de mi-parcours), Batwing, double vrille.
- Trains : trois trains de sept wagons, les passagers sont placés deux par deux pour un total de 28 passagers par train.